# Lijst van voetbalinterlands Letland - Luxemburg
Deze lijst van voetbalinterlands is een overzicht van alle officiële voetbalwedstrijden tussen de nationale teams van Letland en Luxemburg. De landen speelden tot op heden zeven keer tegen elkaar. De eerste ontmoeting, een vriendschappelijke wedstrijd, werd gespeeld in Hesperange op 27 maart 2002. Het laatste duel, eveneens een vriendschappelijke wedstrijd, vond plaats op 2 september 2016 in Riga.

## Wedstrijden
| № | Plaats     | Datum            | Competitie           | Wedstrijd           | Uitslag |
| - | ---------- | ---------------- | -------------------- | ------------------- | ------- |
| 1 | Hesperange | 27 maart 2002    | Vriendschappelijk    | Luxemburg – Letland | 0 – 3   |
| 2 | Luxemburg  | 8 september 2004 | WK 2006 kwalificatie | Luxemburg – Letland | 3 – 4   |
| 3 | Riga       | 30 maart 2005    | WK 2006 kwalificatie | Letland – Luxemburg | 4 – 0   |
| 4 | Hesperange | 6 september 2006 | Vriendschappelijk    | Luxemburg – Letland | 0 – 0   |
| 5 | Luxemburg  | 28 maart 2009    | WK 2010 kwalificatie | Luxemburg – Letland | 0 – 4   |
| 6 | Riga       | 1 april 2009     | WK 2010 kwalificatie | Letland – Luxemburg | 2 – 0   |
| 7 | Riga       | 2 september 2016 | Vriendschappelijk    | Letland – Luxemburg | 3 – 1   |

## Samenvatting
| Competitie        | Totaal gespeeld | Winst Letland | Gelijk | Winst Luxemburg | Doelsaldo Letland – Luxemburg |
| ----------------- | --------------- | ------------- | ------ | --------------- | ----------------------------- |
| WK-kwalificatie   | 4               | 4             | 0      | 0               | 14 − 3                        |
| Vriendschappelijk | 3               | 2             | 1      | 0               | 6 − 1                         |
| Totaal            | 7               | 6             | 1      | 0               | 20 − 4                        |

## Details

### Eerste ontmoeting
| Vriendschappelijk (Hesperange, Luxemburg, 27 maart 2002): |       |                                                             |
| Luxemburg                                                 | 0 – 3 | Letland                                                     |
|                                                           | goals | 22' Andrejs Rubins 59' Juris Laizans 72' Māris Verpakovskis |

### Tweede ontmoeting
| WK 2006 kwalificatie (Luxemburg, Luxemburg, 8 september 2004): |       | |
| Luxemburg                                                      | 3 – 4 | Letland                                                                                               |
| Gordon Braun 11' Alphonse Leweck 55' Manuel Cardoni 61'        | goals | 4' Māris Verpakovskis 39' (pen.) Mihails Zemlinskis 65' (e.d.) Eric Hoffmann 66' Andrejs Prohorenkovs |

### Derde ontmoeting
| WK 2006 kwalificatie (Riga, Letland, 30 maart 2005):                                        |       |           |
| Letland                                                                                     | 4 – 0 | Luxemburg |
| Imants Bleidelis 33' Juris Laizāns 38' (pen.) Māris Verpakovskis 73' Māris Verpakovskis 90' | goals |           |
| - Eerste duel van Luxemburg onder leiding van bondscoach Guy Hellers.                       |       |           |

### Vierde ontmoeting
| Vriendschappelijk (Hesperange, Luxemburg, 6 september 2006): |       |         |
| Luxemburg                                                    | 0 – 0 | Letland |
|                                                              | goals |         |

### Vijfde ontmoeting
| WK 2010 kwalificatie (Luxemburg, Luxemburg, 28 maart 2009): |       |                                                                                         |
| Luxemburg                                                   | 0 – 4 | Letland                                                                                 |
|                                                             | goals | 25' Ģirts Karlsons 48' Aleksandrs Cauņa 71' Aleksejs Višņakovs 86' Andrejs Pereplotkins |

### Zesde ontmoeting
| WK 2010 kwalificatie (Riga, Letland, 1 april 2009): |       |           |
| Letland                                             | 2 – 0 | Luxemburg |
| Jurijs Zigajevs 44' Māris Verpakovskis 76'          | goals |           |

### Zevende ontmoeting
| Vriendschappelijk (Riga, Letland, 2 september 2016): |       |                    |
| Letland | 3 – 1 | Luxemburg          |
| Dāvis Ikaunieks 3' Artūrs Zjuzins 47' Artūrs Zjuzins 51' | goals | 46' Daniel da Mota |
| - Debuut van Kristians Damians Torress (FK Liepāja) voor Letland. - Debuut van Eric Veiga (TSV Eintracht) en Dirk Carlson (Union Titus Pétange) voor Luxemburg. |       |                    |

LFF · A-internationals · Bondscoaches · Statistieken · Lets vrouwenelftal · Olympisch elftal · Letland U21 · Letland U20 · Letland U19 · Letland U18 · Letland U17 · Letland U16
1922 – 1929 ·
1930 – 1940 ·
1950 – 1989 · 
1990 – 1999 ·
2000 – 2009 ·
2010 – 2019 ·
2020 – 2029
EK 1996 · 
EK 2000 · 
EK 2004 · 
EK 2008 · 
EK 2012
WK 1994 · 
WK 1998 · 
WK 2002 · 
WK 2006 · 
WK 2010 · 
WK 2014
OS 1924
1922 · 
1923 · 
1924 · 
1925 · 
1926 · 
1927 · 
1928 · 
1929 · 
1930 · 
1931 · 
1932 · 
1933 · 
1934 · 
1935 · 
1936 · 
1937 · 
1938 · 
1939 · 
1940 · 
1941 · 
1942 · 
1943 · 1944 · 
1945 · 
1946 · 
1947 · 
1948 · 
1949 · 
1950 – 1990 · 
1991 · 
1992 · 
1993 · 
1994 · 
1995 · 
1996 · 
1997 · 
1998 · 
1999 · 
2000 · 
2001 · 
2002 · 
2003 · 
2004 · 
2005 · 
2006 · 
2007 · 
2008 · 
2009 · 
2010 · 
2011 · 
2012 · 
2013 · 
2014 · 
2015 · 
2016 · 
2017 ·
2018 ·
2019 ·
2020 ·
2021 ·
2022
Albanië ·
Andorra ·
Angola ·
Armenië ·
Azerbeidzjan ·
Bahrein ·
België ·
Bolivia ·
Bosnië en Herzegovina ·
Brazilië ·
Bulgarije ·
China ·
Cyprus ·
Denemarken ·
Duitsland ·
Engeland ·
Estland ·
Faeröer · 
Finland ·
Frankrijk ·
Georgië ·
Ghana ·
Gibraltar ·
Griekenland ·
Honduras ·
Hongarije ·
Ierland ·
IJsland ·
Israël ·
Japan ·
Kazachstan ·
Koeweit ·
Kosovo ·
Kroatië ·
Liechtenstein ·
Litouwen ·
Luxemburg ·
Malta ·
Moldavië ·
Montenegro ·
Nederland ·
Noord-Ierland ·
Noord-Korea ·
Noord-Macedonië ·
Noorwegen ·
Oekraïne ·
Oezbekistan · 
Oman ·
Oostenrijk ·
Polen ·
Portugal ·
Qatar ·
Roemenië · 
Rusland ·
San Marino ·
Saoedi-Arabië ·
Schotland ·
Slovenië ·
Slowakije ·
Spanje ·
Thailand ·
Tsjechië ·
Tunesië ·
Turkije ·
Verenigde Staten ·
Wales ·
Wit-Rusland ·
Zuid-Korea ·
Zweden ·
Zwitserland
FLF · A-internationals · Bondscoaches · Statistieken · Luxemburgs vrouwenelftal · Luxemburg U21 · Luxemburg U19 · Luxemburg U18 · Luxemburg U17 · Luxemburg U16
1911 – 1919 ·
1920 – 1929 ·
1930 – 1939 ·
1940 – 1949 ·
1950 – 1959 ·
1960 – 1969 ·
1970 – 1979 ·
1980 – 1989 ·
1990 – 1999 ·
2000 – 2009 ·
2010 – 2019 ·
2020 − 2029
OS 1920 · 
OS 1924 · 
OS 1928 · 
OS 1936 · 
OS 1948 · 
OS 1952
1911 · 
1912 · 
1913 · 
1914 · 
1915 · 1916 · 1917 · 1918 · 1919 · 
1920 · 
1921 · 1922 · 1923 · 
1924 · 
1925 · 1926 · 
1927 · 
1928 · 
1929 · 1930 · 1931 · 1932 · 1933 · 
1934 · 
1935 · 
1936 · 
1937 · 
1938 · 
1939 · 
1940 · 
1941 · 1942 · 1943 · 1944 · 
1945 · 
1946 · 
1947 · 
1948 · 
1949 · 
1950 · 
1952 · 
1952 · 
1953 · 
1954 · 
1955 · 
1956 · 
1957 · 
1958 · 
1959 · 
1960 · 
1961 · 
1962 · 
1963 · 
1964 · 
1965 · 
1966 · 
1967 · 
1968 · 
1969 · 
1970 · 
1971 · 
1972 · 
1973 · 
1974 · 
1975 · 
1976 · 
1977 · 
1978 · 
1979 · 
1980 · 
1981 · 
1982 · 
1983 · 
1984 · 
1985 · 
1986 · 
1987 · 
1988 · 
1989 · 
1990 · 
1991 · 
1992 · 
1993 · 
1994 · 
1995 · 
1996 · 
1997 · 
1998 · 
1999 · 
2000 · 
2001 · 
2002 · 
2003 · 
2004 · 
2005 · 
2006 · 
2007 · 
2008 · 
2009 · 
2010 · 
2011 · 
2012 · 
2013 · 
2014 · 
2015 ·
2016 ·
2017 ·
2018 ·
2019 ·
2020 ·
2021
Afghanistan ·
Albanië ·
Algerije ·
Armenië ·
Azerbeidzjan ·
België ·
Bosnië en Herzegovina ·
Brazilië ·
Bulgarije ·
Canada ·
Cyprus ·
DDR ·
Denemarken ·
(West-)Duitsland ·
Egypte ·
Engeland ·
Estland ·
Faeröer ·
Finland ·
Frankrijk ·
Gambia ·
Georgië ·
Griekenland ·
Hongarije ·
Ierland ·
IJsland ·
Israël ·
Italië ·
Japan ·
Joegoslavië ·
Kaapverdië ·
Kameroen ·
Kazachstan ·
Letland ·
Liechtenstein ·
Litouwen ·
Madagaskar ·
Malta ·
Marokko ·
Mexico ·
Moldavië ·
Montenegro ·
Myanmar ·
Nederland ·
Nigeria ·
Noord-Ierland ·
Noord-Macedonië ·
Noorwegen ·
Oekraïne ·
Oostenrijk ·
Polen ·
Portugal ·
Qatar ·
Roemenië ·
Rusland ·
San Marino ·
Saoedi-Arabië ·
Schotland ·
Senegal ·
Servië ·
Servië en Montenegro ·
Slovenië ·
Slowakije ·
Sovjet-Unie ·
Spanje ·
Thailand ·
Togo ·
Tsjechië ·
Tsjecho-Slowakije ·
Turkije ·
Uruguay ·
Verenigde Staten ·
Wales ·
Wit-Rusland ·
Zuid-Korea ·
Zweden ·
Zwitserland